# Göran Edman
Göran Edman (28 de abril de 1956) es un vocalista sueco. Es reconocido por haber sido el vocalista de Yngwie Malmsteen en los discos Eclipse y Fire & Ice. También ha colaborado con agrupaciones y artistas como Paco Ventura, Mägo de Oz, Brazen Abbot, John Norum, Madison, Karmakanic, Street Talk, Kharma, Crossfade, Signum Regis, Richard Anderson y Martín Villarreal entre otros.

## Discografía

### Madison
- Diamond Mistress (1984)
- Best in Show (1986)

### John Norum
- Total Control (1987)
- Live in Stockholm (1990)

### Yngwie Malmsteen
- Eclipse (1990)
- Fire and Ice (1992)

### Glory
- Positive Buoyant (1993)
- Crisis vs. Crisis (1994)
- Wintergreen (1998)

### Brazen Abbot
- Live and Learn (1995)
- Eye of the Storm (1996)
- Bad Religion (1997)
- Guilty as Sin (2003)
- My Resurrection (2005)

### Street Talk
- Collaboration (1997)
- Transition (2000)
- Restoration (2002)
- Destination (2004)
- V (2006)

### Snake Charmer
- Backyard Boogaloo (1998/2003)

### Johansson
- The Last Viking (1999)

### Reingold
- Universe (1999)

### Kharma
- Wonderland (2000)

### Nikolo Kotzev
- Nikolo Kotzev's Nostradamus (2001)

### Benny Jansson
- Save the World (2002)

### Karmakanic
- Entering the Spectra (2002)
- Wheel of Life (2004)
- Who's the Boss in the Factory? (2008)
- The Power Of Two - Karmakanic & Agents Of Mercy Live USA (2010)
- In a Perfect World (2011)
- Live in the US (2014)

### Crossfade
- White on Blue (2004)
- Secret Love (2011)

### Richard Andersson
- Ultimate Andersson Collection (2005)

### Stratosphere
- Fire Flight (2010)

### Roxx
- Lynze (2019)